# Jacques Yves Bruel
Pour les articles homonymes, voir Bruel.
Jacques Yves Bruel, né le 1er décembre 1948 à Nantes et mort le 8 août 2010 à Toulouse, est un sculpteur français. 

## Biographie
Jacques Yves Bruel a travaillé comme directeur artistique à l'agence de communication Temps public de Jacques Pilhan. Durant cette période, il réalise le logo de l'association SOS Racisme et participe à la campagne de communication de François Mitterrand pour l'élection présidentielle de 1981.
Il reprend ensuite ses activités de sculpteur et explore la relation Nord-Sud autour de la notion de « degré zéro de l'économie ». Une des pièces maîtresses de sa création a été le détournement des bidons en masques — en réutilisant la partie supérieure d’un bidon de plastique — qu'il dénomme masques-bidons ou Pur-Purs. C’est ainsi que Jacques Yves Bruel expose en 1986, à la galerie Cordier de Lyon, ses premiers Pur-Purs, ainsi nommés car ils constituent, en tant qu’objets exposés tels qu’ils ont été trouvés en Centrafrique puis au Bénin, de purs ready-mades. La même année, il expose au Centre culturel français de Cotonou. À cette occasion, l'ancien sportif Romuald Hazoumè découvre son travail et Jacques Yves Bruel lui propose de devenir son assistant.
En 1993, le Carré des arts du parc floral de Paris invite Jacques Yves Bruel à exposer dans ces murs. L'exposition intitulée Bruel l'ancien au pays des pur-purs comprend de nombreuses pièces, dont notamment un ensemble de neuf panneaux de Pur-Purs (soit 108 masques-bidons). Cette exposition fait l'objet d'un catalogue.
Dans les années suivantes, son travail est peu à peu moins exposé tandis que grandit la notoriété de son ancien assistant Romuald Hazoumè.
Il meurt le 8 août 2010 des suites d'un accident vasculaire cérébral subit l'année précédente.
En 2011, la Vitrine régionale d'art contemporain (Vrac) présente plusieurs pièces (Purs-Purs, Moïses, Toucan…).
En 2012, l'école supérieure des beaux-arts de Nîmes lui consacre également une exposition hommage.
En 2013, l'ouvrage Bruel l'Ancien est publié par Ramon Tio Bellido, présentant l'ensemble de l'œuvre de l'artiste.
En 2013-2014, l'un de ses masques a été présenté à Paris au musée du Louvre dans l'exposition Living rooms de Bob Wilson, regroupant une partie de la collection personnelle de ce dernier.

## Expositions

### Expositions personnelles
- 1981 : Quantum d'Affect II, Espace Avant-Première, Paris.
- 1983 : Feed Black Africa, Espace Avant-Première, Paris.
- 1984 : Rhein altini, A.A.C.P., galerie, Cologne, RFA.
- 1985 : Bruel-Thome, galerie Antoine Candau, Paris.
- 1986 : Suite Africaine, galerie Cordier, Lyon.
- 1987 : Croisière noire, galerie Antoine Candau, Paris.
- 1988 : Travail Bénin, CRCA, Poitiers.
- 1989 : Perceptions d'Afrique, recette des Finances, Épernay.
- 1991 : Croisière noire, galerie Plessis, Nantes.
- 1991 : Croisière noire, galerie Langer Fain, Paris.
- 1992 : Croisière africaine, galerie Catherine Clerc, Lausanne.
- 1993 : Bruel l'ancien au pays des pur-purs, Carré des arts, parc Floral, Paris[5].
- 1993 : Plein Sud, Musée Ziem, Martigues[6].
- 1994: galerie du Progrès, Lauret (Hérault).
- 2003: La règle du jeu-La grande illusion. Prélude et Fugue, école supérieure des beaux-arts de Nîmes.
- 2011: Vitrine régionale d'art contemporain (Vrac), Millau, novembre 2011 à janvier 2012.
- 2012: École supérieure des beaux-arts de Nîmes, hôtel Rivet, 10, Grand-rue, Nîmes, du 27 mars au 12 avril 2012.

### Expositions collectives
- 1991 : FIAC, galerie Langer Fain, Paris.
- 1991 : Changement de direction, hôtel des Arts, Paris.
- 1991 : Monnaie de singe, école supérieure des beaux-arts, Nîmes.
- 1991 : château de Villenezey, Chamalières.
- 1991 : Cité internationale des arts, Paris.
- 1992 : FIAC, galerie Claude Fain, Paris.
- 1992 : Arte giovane in Europa, Bolzano.
- 1992 : Jardin d'artistes, musée du Prieuré, Saint-Germain-en-Laye.
- 1992 : galerie Plessis, Nantes.
- 1993 : Découvertes, galerie Plessis, Paris.
- 1993 : Trésors de voyage, biennale, Isola di San Lazzaro, Venise.
- 2007 : Objectif Lunel. Œuvres du Frac Languedoc-Roussillon, Espace Feuillade-abric, Lunel.

- Œuvres de Jacques Yves Bruel